# Kyurdamish
Kyurdamish är en ort i Azerbajdzjan.   Den ligger i distriktet Göyçay, i den centrala delen av landet, 180 km väster om huvudstaden Baku. Kyurdamish ligger 48 meter över havet och antalet invånare är 1 275.
Terrängen runt Kyurdamish är platt åt sydväst, men åt nordost är den kuperad. Terrängen runt Kyurdamish sluttar söderut. Närmaste större samhälle är Geoktschai, 7,5 km norr om Kyurdamish.
Trakten runt Kyurdamish består till största delen av jordbruksmark. Runt Kyurdamish är det ganska tätbefolkat, med 134 invånare per kvadratkilometer.